# 京極マリア
京極 マリア（きょうごく マリア、天文11年（1542年）頃 - 元和4年7月1日（1618年8月20日））は、戦国時代の女性。名は不明。浅井久政の次女。京極高吉の妻。浅井長政の姉。

## 生涯
天文11年（1542年）頃、近江国の大名・浅井久政の次女として小谷城で生まれる。
京極高吉に嫁ぎ、子は永禄6年（1563年）に小谷城で高次、元亀3年（1572年）に高知、時期は定かでないが竜子、他に2人の娘（氏家行広室、朽木宣綱室・マグダレナ）をもうける。天正元年（1573年）より前に、夫は嫡男の高次を織田信長に人質として送り上平寺に隠居しており、そこで共に暮らしたと考えられる。
天正9年（1581年）、夫・高吉と共に安土城城下でオルガンティノ神父より洗礼を受け、洗礼名としてドンナ・マリアを授かるが、その数日後に高吉は死去する。夫妻は長男もキリシタンとする予定であったが、高吉の死を神仏に背いたからだと恐れられたため避けられた。親族は教会から距離を置いたが、マリアだけは変わらず信仰を堅持した。
天正15年（1587年）にバテレン追放令が豊臣秀吉により発せられた後も信仰を貫き、秀吉の側室となった竜子を除く4人の子が洗礼を受けたとされる。関ヶ原の戦いの後は京や大坂にいたが、1606年頃高次の領地若狭に移されることとなった。その出発前にセルケイラ司教から堅信の秘跡を受けた。マリアは全員が敬虔なキリシタンであった下女たちを連れて行った。その後1609年頃次男の高知が領した丹後国に行き、1614年頃泉源寺村（京都府舞鶴市）移り住んで、高知の庇護の下、此御堂（こみど）という庵のような小さな家で祈りと霊的読書の日々を送った。泉源寺村は丹後の最東端に位置し、若狭との国境に近いことから選んだとされ、長男が領する若狭の小浜にもたびたび足を運んだともいわれている。
地元の民には「泉源寺様」と呼び慕われ、元和4年（1618年）7月1日に死去。法名は、養福院殿法山寿慶大禅定尼と伝わる。

## 顕彰活動
平成22年（2010年）5月、NPO法人「京極マリア祈りの里」が発足。京極マリアゆかりのお堂を再建したりするほか、石像を建立しようとした活動を行っている。
智性院にはかつて位牌が発見された藁葺き屋根の此御堂があった。住職は「京極マリアをしのんだ縁者が仏式の位牌をつくったのではないか」と推測した。

## 文献
- 宮島敬一『戦国期社会の形成と展開―浅井・六角氏と地域社会』吉川弘文館〈中世史研究選書〉、1996年。ISBN 4-6420-2669-X。
- 結城了悟『キリシタンになった大名』聖母の騎士社〈聖母文庫〉、1999年2月1日。ISBN 4-8821-6177-X。
- 「十六・七世紀イエズス会日本報告集」第Ⅲ期6巻、同朋舎、1991年、54－55頁。 1582年2月15日付、長崎発信、ガスパル・コエリュ師のイエズス会総長宛、1581年度日本年報 ISBN 9784810409987
- 清水有子「京極高次・高知」『キリシタン大名 布教・政策・信仰の実相』宮帯出版社、2017年、305‐319頁。 ISBN 9784801600188 。
- 渋谷美枝子『戦国天使 京極マリア』叢文社、1997年。 ISBN 978-4794702586